# Zilla spinosa
Zilla spinosa (L.) Prantl – gatunek roślin należący do rodziny kapustowatych. Występuje naturalnie w Afryce Północnej i Azji Zachodniej.

## Rozmieszczenie geograficzne
Występuje naturalnie na terenie państw takich jak Maroko, Algieria, Tunezja, Libia, Egipt, Izrael, Syria, Jordania, Irak, Kuwejt, Arabia Saudyjska, Katar, Zjednoczone Emiraty Arabskie, Oman oraz Jemen.

## Morfologia i ekologia
Roślina o wysokości 80-170 cm. Roślina wieloletnia, chamefit o częściowo zdrewniałych pędach. Podkrzew, czasami małe drzewko o wysokości do 30 cm. Pędy uzbrojone w widlasto rozgałęzione ciernie. W Izraelu występuje głównie na Pustyni Judejskiej, pustyniach Negew, Moabu, Edomu i w dolinie Arawa. Kwiaty liliowe.

## Udział w kulturze
Według F. N. Heppera od arabskiej nazwy tej rośliny pochodzi imię Silla – biblijna żona Lemeka (Rdz 4,23). M. Zohary jest zdania, że występujące w Księdze Ezechiela (28,24) hebrajskie słowo sillôn, tłumaczone jako ciernie, może również oznaczać roślinę Zilla spinosa.